# Юташ
Юташ (венг. Jutas, Юточа, Jutocsa; умер ранее 945) — венгерский вождь из династии Арпадов; согласно трактату «Об управлении империей» Константина VII Багрянородного — третий сын Арпада. После того как венгры захватили Паннонию, он обосновался на берегу реки Шарвиз. У Юташа от неизвестной жены был сын Файс, который позже стал князем венгров. По мнению историка Дьёрдя Дьёрффи, с его именем могут быть отождествлены названия, указывающие, что его стоянка находилась на территории исторического комитата Тольна.